# V съезд БКП
V съезд Болгарской коммунистической партии состоялся в Софии 18-25 декабря 1948 года.
Съезд подтверждает главную задачу партии, принятую руководством после создания Бюро Коминформа осенью прошлого года — ускоренное строительство властных структур во главе с Коммунистической партией.
Приготовления к съезду начались ещё 26 октября. На съезде присутствовало 973 делегата, а также делегации 17 коммунистических и рабочих партий из-за рубежа. Съезд обсуждает политический отчет ЦК БКП. За истекший период; отчет Центральной контрольной комиссии; доклад о марксистско-ленинском воспитании и борьбе на идеологическом фронте; отчет о первом пятилетнем хозяйственном плане; отчет о внесении изменений в устав партии; отчет о подготовке новой партийной программы.
На съезде БРП(к) была переименована в БКП, и был представлен опыт партии кандидата. Был избран новый ЦК, состоящий из 48 членов и 27 кандидатов в члены. Руководящая выборная должность генерального секретаря Центрального комитета Болгарской коммунистической партии была введена вместо предыдущего председателя Центрального комитета Болгарской коммунистической партии.